# スペンドスリフト
スペンドスリフト（Spendthrift、1876年 - 1900年）は、アメリカ合衆国の競走馬、種牡馬。1879年のベルモントステークス優勝馬で、種牡馬としても成功、のちにマンノウォーの祖先となった。

## 経歴
- 特記がない限り、競走はすべてダートコース。また、当時はグレード制未導入。

### 出自
ケンタッキー州の生産者A・J・アレクサンダーが持つウッドバーン牧場で生まれた、サラブレッドの牡馬である。父はイギリス産で種牡馬として成功したオーストラリアン、母エアロライトは未出走馬だが、全姉に競走馬として活躍したアイドルワイルドがいるという血統であった。全兄にラザフォードとフェロークラフトという2頭の活躍馬がおり、特にフェロークラフトはレキシントンの記録したダート4マイルのレコードを破っている。
競馬史研究家のウォルター・S・ヴォスバーグによれば、スペンドスリフトは栗毛の馬体で額に菱形の星を持ち、両後肢の繋（球節と蹄の間）が白かったという。背格好はすっきりして美しい頭に深々とした首を持ち、馬体は短く、肩は重たげで、蹄が薄く、硬い路面には苦労していたという。また気性は荒いが、乗りやすい馬であったという。
スペンドスリフトは1歳時に、エルメンドルフ牧場を経営するダニエル・スワイガートに1000ドルで購入された。スペンドスリフトという名前は「浪費家」という意味で、これはスワイガートの夫人の浪費癖に因んだものであった。これに対して、スワイガート夫人もスペンドスリフトの全弟に「マイザー」（Miser、けち）と名付けて対抗している。

### 2歳時（1878年）
スペンドスリフトは1878年に2歳馬としてデビュー、おもにケンタッキー州とテネシー州を中心に競走に使われた。
デビュー戦は9月13日のレキシントンでのことで、この競走は不良馬場であったのも味方して、スペンドスリフトは4馬身差の勝利を挙げた。翌戦、ルイビルで行われたサンフォードステークス（8ハロン）でも勝利し、またその翌戦では3馬身差の勝利で3連勝を遂げた。さらにはテネシー州に転戦し、ナッシュビルで行われたヤングアメリカステークスNo.1（6ハロン）でも優勝、のちにケンタッキーダービーに優勝するロードマーフィーを破っての勝利でもあった。この年の最終戦はナッシュビルで行われた8ハロンの競走で、ここでは再びロードマーフィーを破っている。
スペンドスリフトは結果2歳戦を無敗で過ごした。これには東海岸の競馬関係者も注目し、特に大馬主のジョージ・ロリラードもそれに興味を示し、当初10000ドルでの購入をスワイガートから持ち掛けられて交渉に入っていたが、結局頓挫している。その後、同じく興味を示した馬主ジェームズ・ロバート・キーンに今度は15000ドルでの購入を持ち掛けると、キーンはこれを承諾した。スペンドスリフトはそれまでのエドワード・ダドリー・ブラウン調教師の厩舎から、新たにトーマス・ピューライヤーの厩舎に移された。

### 3歳時（1879年）
スペンドスリフトの転厩初戦は、当時の3歳戦の主要競走であったウィザーズステークス（ジェロームパーク・8ハロン）であった。ここではジョージ・ロリラード所有の強豪ハロルドや、同厩舎のダンスパーリングなどが登録されていた。スペンドスリフトはハロルドこそ破ったが、ダンスパーリングに敗れて2着、初めての敗北を喫した。しかし、それから5日後のベルモントステークス（ジェロームパーク・12ハロン）では再びハロルドを破って優勝している。続くロリラードステークス（ジェロームパーク・11ハロン）ではスタート時に他馬に蹴られるアクシデントが起きるが、それでもハロルドを1馬身差で破って勝利した。さらに続くジャージーダービー（モンマス・12ハロン）でも優勝するなど絶好調であった。
夏、トラヴァーズステークス（サラトガ・14ハロン）ではハロルドやダンスパーリング、さらにケンタッキーダービー2着馬のファルセットと対戦した。スペンドスリフトはこの頃脚の調子を悪くしており、それもあってかここはファルセットに2馬身差をつけられて2着に敗れた。続くケナーステークス（サラトガ・16ハロン）でもファルセットに2馬身差で敗れている。
その後、スペンドスリフトはチャンピオンステークス（モンマス・12ハロン）で古馬ブランブルらと対戦し、これに勝利した。このあとジェロームパークでの1戦で敗れたのち、脚の具合がさらに悪化したためシーズン途中で同年の競走を終えた。

### 4-5歳時（1880-1881年）
4歳となった1880年、スペンドスリフトは僚馬フォックスホールとともにイギリスへと輸出された。フォックスホールがアスコットゴールドカップで優勝する一方、スペンドスリフトは病気のため出走機会を逸し、唯一出走したケンブリッジシャーハンデキャップでも着外であった。
5歳時はアメリカに帰国して過ごしたが、2戦してともに敗れている。

## 種牡馬入り後
キーンはのちにキャッスルトン牧場という自身の牧場を持つが、1882年のスペンドスリフトの引退当時はまだ牧場を持っていなかった。このためスペンドスリフトはケンタッキー州にあるウィリアム・ケニーの牧場で種牡馬入りした。種牡馬入り当時の種付け料は50ドルであったという。
種牡馬入りの翌年1884年、キーンは小麦市場の投機に失敗し、これがもとで多くの資産を手放す羽目になった。スペンドスリフトは一時的にレキシントンのE・M・ノアウッドの牧場に移されたのち、ジョンソン・N・キャムデン、オーバートン・シェンノート、クリストファー・シェンノートの連名で結成された「スペンドスリフトスタッド」によって購入され、キャムデンの持つハートランド牧場に繋養された。1892年にスペンドスリフトスタッドは解散されると、オーバートン・シェンノートが13500ドルで権利を購入している。最終的にスペンドスリフトはシェンノートの牧場に繋養されて過ごし、1900年10月21日に老衰のため死亡した。24歳であった。
クリオ・ホーガンの著した『Index to Stakes Winners 1865-1967』によれば、スペンドスリフト産駒には15頭のステークス勝ち馬がいるとある。以下はその代表産駒。
- キングストン Kingston - 1884年生、牡馬。ファーストスペシャルステークス3連覇など。1900年・1910年アメリカリーディングサイアー。
- ランプライター Lamplighter - 1889年生、牡馬。チャンピオンステークスなど。
- ストワウェイ Stowaway - 1990年生、牡馬。ケナーステークス。
- アサイニー Assignee - 1891年生、牡馬。プリークネスステークスなど。
- ラザローネ Lazzarone - 1891年生、牡馬。サバーバンハンデキャップなど。
- セリカ Selika - 1891年生、牝馬。ケンタッキーオークスなど。
- ヘイスティングズ Hastings - 1893年生、牡馬。ベルモントステークスなど。1902年・1908年アメリカリーディングサイアー。
- レディイネス Lady Inez - 1893年生、牝馬。テネシーオークス。

## 血統表
| スペンドスリフトの血統           | スペンドスリフトの血統                   | スペンドスリフトの血統          | （血統表の出典）                | （血統表の出典） |
| 父系                             | マッチェム系                             | マッチェム系                    | マッチェム系                    | [ § 2 ]          |
| 父 Australian イギリス 栗毛 1858 | 父の父West Australian イギリス 鹿毛 1850 | Melbourne                       | Humphrey Clinker                | Humphrey Clinker |
| 父 Australian イギリス 栗毛 1858 | 父の父West Australian イギリス 鹿毛 1850 | Melbourne                       | Cervantes Mare                  |                  |
| 父 Australian イギリス 栗毛 1858 | 父の父West Australian イギリス 鹿毛 1850 | Mowerina                        | Touchstone                      | Touchstone       |
| 父 Australian イギリス 栗毛 1858 | 父の父West Australian イギリス 鹿毛 1850 | Mowerina                        | Emma                            |                  |
| 父 Australian イギリス 栗毛 1858 | 父の母Emilia イギリス 鹿毛 1840          | Y. Emilius                      | Emilius                         | Emilius          |
| 父 Australian イギリス 栗毛 1858 | 父の母Emilia イギリス 鹿毛 1840          | Y. Emilius                      | Shoveler                        |                  |
| 父 Australian イギリス 栗毛 1858 | 父の母Emilia イギリス 鹿毛 1840          | Persian                         | Whisker                         | Whisker          |
| 父 Australian イギリス 栗毛 1858 | 父の母Emilia イギリス 鹿毛 1840          | Persian                         | Variety                         |                  |
| 母 Aerolite アメリカ 栗毛 1861   | 母の父Lexington アメリカ 鹿毛 1850       | Boston                          | Timoleon                        | Timoleon         |
| 母 Aerolite アメリカ 栗毛 1861   | 母の父Lexington アメリカ 鹿毛 1850       | Boston                          | Florizel Mare                   |                  |
| 母 Aerolite アメリカ 栗毛 1861   | 母の父Lexington アメリカ 鹿毛 1850       | Alice Carneal                   | Sarpedon                        | Sarpedon         |
| 母 Aerolite アメリカ 栗毛 1861   | 母の父Lexington アメリカ 鹿毛 1850       | Alice Carneal                   | Rowena                          |                  |
| 母 Aerolite アメリカ 栗毛 1861   | 母の母Florine アメリカ 栗毛 1854         | Glencoe                         | Sultan                          | Sultan           |
| 母 Aerolite アメリカ 栗毛 1861   | 母の母Florine アメリカ 栗毛 1854         | Glencoe                         | Trampoline                      |                  |
| 母 Aerolite アメリカ 栗毛 1861   | 母の母Florine アメリカ 栗毛 1854         | Melody                          | Medoc                           | Medoc            |
| 母 Aerolite アメリカ 栗毛 1861   | 母の母Florine アメリカ 栗毛 1854         | Melody                          | Moses[Haxall's] Mare            |                  |
| 母系(F-No.)                      | (FN:A3)                                  | (FN:A3)                         | (FN:A3)                         | [ § 3 ]          |
| 5代内の近親交配                  | Whisker・Web 5x4x5, Emilius 4x5          | Whisker・Web 5x4x5, Emilius 4x5 | Whisker・Web 5x4x5, Emilius 4x5 | [ § 4 ]          |
| 出典                             | 1. 2. 3. 4.                              | 1. 2. 3. 4.                     | 1. 2. 3. 4.                     | 1. 2. 3. 4.      |